# Сантяго де лос Кабайерос
Сантяго де лос Кабайéрос, Сантя́го де лос Трéйнта Кабайéрос или просто Сантяго (на испански: Santiago de los Caballeros; на испански: Santiago de los Treinta Caballeros) е вторият по големина град в Доминиканска република. Разположен на северния бряг на острова. Административен център на провинция Сантяго. Население – 550 000 жители (2015) – в агломерацията повече от милион. Намира се на 155 км североизточно от столицата Санто Доминго.

## История
Градът е основан в края XV век, през 1494 г. на река Яке дел Норте, по време на първата европейска вълна на колонизацията, градът се приема за „първият Сантяго на Америките“. Първоначално населеното място е наречено Хакагуа, но бива разрушен от земетресението през 1506 година. През 1562 г. друго земетресение също нанася вреди на града.
Мостът на братя Патийо свързва северната и южната част на Сантяго. Строежът му е започнат от диктатора Трухийо и е завършен година след смъртта му – през 1962 г. Носи името на петима братя, които губят живота си точно в опит да свалят режима в средата на века.

## Икономика
Основата на икономиката съставляват предприятия на хранителната и химическата промишлености, в провинцията – селско стопанство (тютюн, кафе, какао, ориз, животновъдство). В града съществуват университети. Сантяго де лос Кабайерос – е крупен транспортен (автомобилен и железопътен) възел.
От старото „испанско време“ са се съхранили дворци, храмове, музеи, форт Сан Луис, представляващи интерес за туристите.
Планира се строителство на метро.

## Забележителности
- Монумент, посветен на героите от войната. Пълното му име в буквален превод от испански език е „Паметника на героите във Възстановителната война“. Появява се на бял свят през 1944 г. по времето на диктатурата на Рафаел Леонидас Трухийо, точно век, след като страната придобива независимост от Хаити.
- форт Сан Луис

## Побратимени градове
- Хавана, Куба
- Форт Майърс, САЩ
- Сантяго де Компостела, Испания
- Сан Хуан, Пуерто Рико
- Mayagüez, PR, Пуерто Рико

## Спорт
Градът е дом на футболния отбор играещ в първата дивизия на Доминиканската република– „Сибао ФК“.

## Личности
Родени в Сантяго де лос Кабайерос
- Уинифер Фернандес (р. 1995), волейболистка

## Галерия
- Houses in Santiago's Old Historic Center
- Nuestra Señora de la Altagracia Catholic Church
- Palacio de los Deportes